# Afsoon Neginy
Afsoon Neginy (Teheran, 14 maggio 1962) è una dirigente d'azienda italiana, manager nel settore della cosmetica. È stata inserita dalla rivista Forbes tra le 100 donne di successo del 2021.

## Biografia

### Studi
Trascorre la propria infanzia a Teheran, dove frequenta il liceo scientifico di Kharazmi fino al 1980.
All'età di 18 anni si trasferisce in Perugia e si iscrive all'università per stranieri. In seguito si trasferisce a Ferrara, dove consegue la laurea in Farmacia, discutendo la sua tesi sull'"allestimento di un vaccino contro l'herpes simplex utilizzando una subunità virale ottenuta in cellule umane geneticamente modificate".
Nel 1990 si iscrive al Master in Scienza e Tecnologia Cosmetiche. Si specializza in Scienze e Tecnologia Cosmetiche presso l'Università di Ferrara, discutendo la tesi sperimentale in "Impiego di derivati Dea Cetyl fosfato in preparati tricologici".
Ha frequentato i più importanti corsi di marketing e general management in Italia presso la SDA Bocconi, la scuola di Palo Alto e di Milano, Profingest (Alma) di Bologna e a Londra presso la London Business School.
Ha conseguito un master in "Digital disruption" presso l'Università di Cambridge.
È stata presidente del consiglio direttivo dell'associazione cosmetologi dell’Università degli Studi di Ferrara. Fa parte del consiglio di amministrazione di ADICO (Associazione dei direttori commerciali e marketing e vendite) ed è anche consigliere di amministrazione di AGF88.

## Docenza
Ha insegnato per anni presso Cosmast. 
Durante la sua carriera, ha collaborato con associazioni come Federmanager, Adico, Cosmetica Italia e partecipato a programmi televisivi come Business 24. Ha preso parte, in qualità di speaker, a convegni internazionali e tavole rotonde. (Tespi MediaGroup, CUOA Business School, Elis education management di Roma, Spell di bologna, ProGea).

## Attività lavorativa
Dal marzo 2014 a giugno 2018 ha rivestito il ruolo di Amministratore Delegato, membro del Consiglio di Amministrazione e Direttore Generale di Beautyge (sede italiana della multinazionale Revlon), acquisita nel frattempo da Revlon multinazionale statunitense e leader nel settore cosmesi
Da settembre 2019 è Chief Operating Office Business & Sustainability Director di Agf88 Holding, uno dei principali gruppi italiani specializzati nell'hair & skin care. A Giugno 2022, viene nominata Direttore Esecutivo del master in Branding e Marketing Management nella Beauty Industry della Bologna Business School
È inoltre presidente e fondatrice del  associazione Women4Beauty.

## Riconoscimenti
- È stata insignita del Premio internazionale Profilo Donna nel 2013[6][2].
- Top 100 fortune di Forbes

Nel 2021 Afsoon Neginy è stata selezionata da Forbes Italia tra le 100 personalità femminili italiane di successo. Si tratta di una classifica che raggruppa donne accomunate da leadership e creatività, e contraddistintesi per ingegno, tenacia e competenza. 
- Le aziende quotabili

Alla sedicesima edizione del premio Pambianco Award “leQuotabili21” AGF88 Holding si è classificata al primo posto tra le imprese del settore Beauty. L’award viene assegnato ad aziende italiane dei settori Fashion, Beauty, Wine e Design che possiedono le caratteristiche necessarie, dal punto di vista finanziario ed economico, ad essere quotate in Borsa in un orizzonte temporale di 3/5 anni. 